# Felipe Castro
Felipe Castro est un joueur international chilien de rink hockey. Il évolue, en 2015, au sein du León Prado avant de rejoindre le club de Saint-Brieuc.

## Palmarès
En 2015, il participe au championnat du monde de rink hockey en France.